# Silva Ridge
Silva Ridge är en bergstopp i Antarktis. Den ligger i Östantarktis. Nya Zeeland gör anspråk på området. Toppen på Silva Ridge är 2 423 meter över havet, eller 41 meter över den omgivande terrängen. Bredden vid basen är 0,36 km.
Terrängen runt Silva Ridge är varierad. Trakten är obefolkad. Det finns inga samhällen i närheten.